# Levande staty

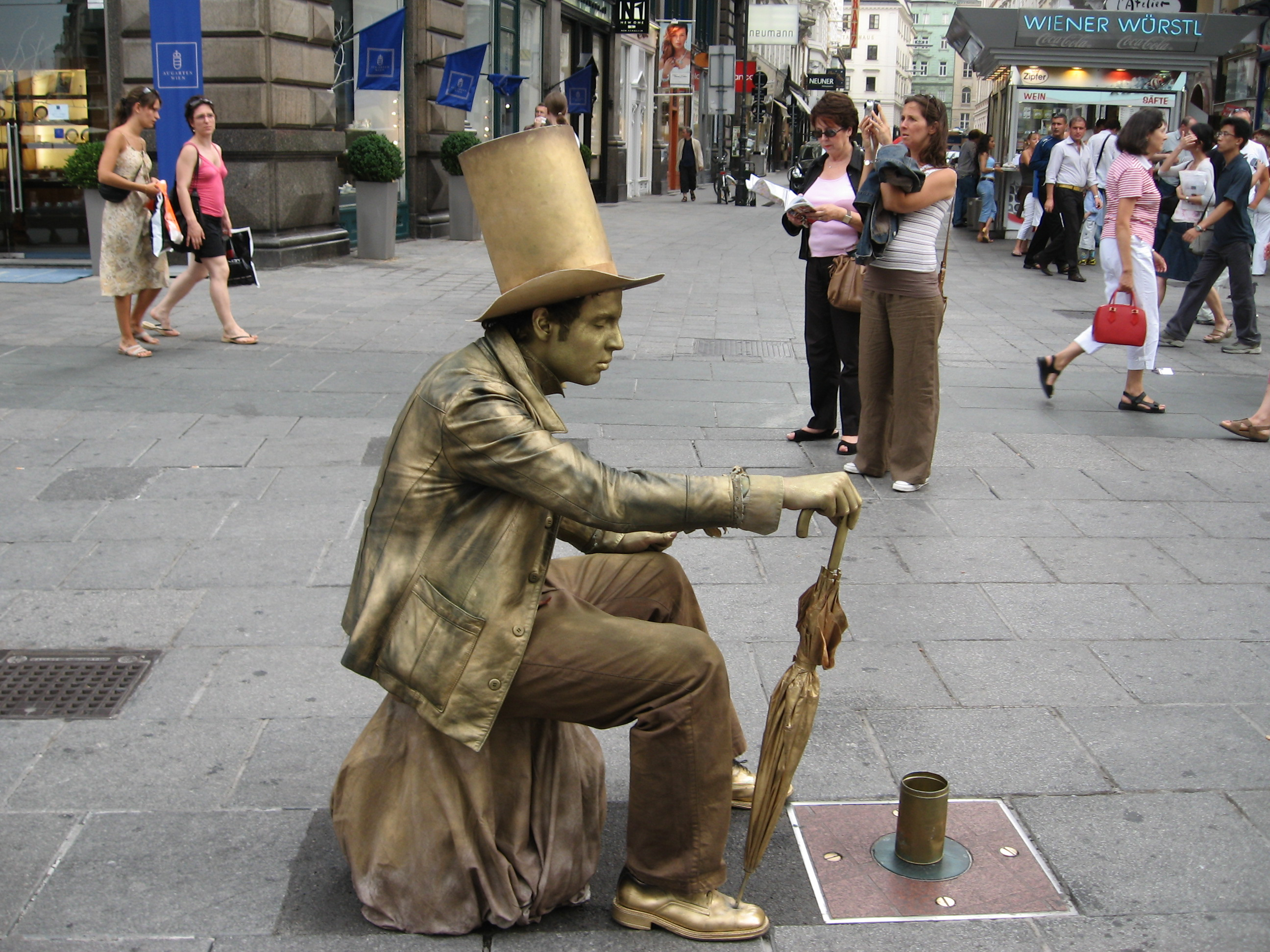
Levande staty i Wien

En levande staty är ett begrepp för en mimare som poserar som en staty eller docka, ofta realistiskt sminkade och med en kostym som passar det tema som valts. De som arbetar som levande statyer kan både göra det som gatuartister eller förmedlas via eventbyråer.

## Historia

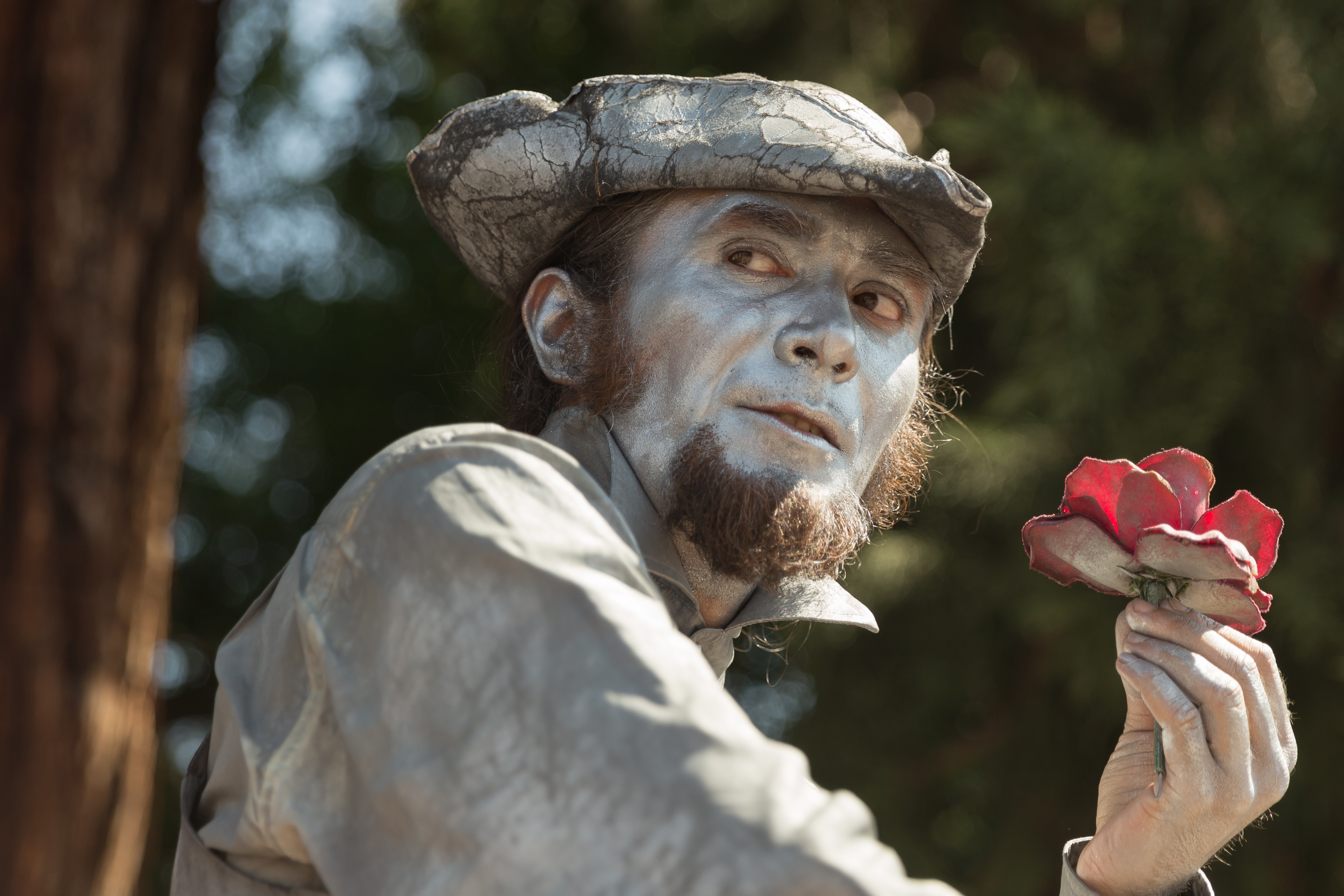

En tableuax vivant, eller en grupp av levande statyer, var ett vanligt inslag i många fester och festivaler under medeltiden och renässansen. Många levande statyer har tagit kurser eller längre utbildning som mimare, en konstform som också har långa traditioner, men som fick en uppblomstring med den franske mimaren Marcel Marceau och hans roll som clownen Bip.
Som gatuartister började levande statyer bli vanliga på 80-talet. 
I Arnhem i Nederländarna anordnas det varje år en festival för levande statyer där världens bästa staty koras. Festivalen hålls 2013 den 28-29 september, med kvalifikationsrundor innan dess i Belgien, Rumänien, Portugal, Honduras och Ukraina, förutom det nederländska mästerskapet. 300 levande statyer brukar delta under festivalen, som lockar 300 000 åskådare.